# Комон-сюр-Ор
Комон-сюр-Ор (фр. Caumont-sur-Aure) — муніципалітет у Франції, у регіоні Нижня Нормандія, департамент Кальвадос. Комон-сюр-Ор утворено 1-1-2017 шляхом злиття муніципалітетів Комон-л'Еванте, Ліврі i Ла-Вакрі. Адміністративним центром муніципалітету є Комон-л'Еванте. Населення — 2417 осіб (01.01.2021).